# Gothic 3: The Beginning
Gothic 3: The Beginning — мобильная ролевая видеоигра, разработанная немецкой компанией Handy-Games GmbH и изданная JoWood.

## Сюжет
Действие происходит в жестоком мире, за 140 лет до событий первой части серии на острове Хоринис.
Однажды ночью Ксардаса (одного из главных героев серии Gothic), сироту, воспитанного фермерами, посещает призрак Бутомара, служитель самого бога Инноса. Призрак представляется защитником магии и стражем храмов Хориниса. Он рассказывает Ксардасу о неизвестной угрозе, которая нависла над островом. Он просит найти четырех избранных, чтобы вернуть утраченную рунную магию на остров Хоринис. Объединенные силы зла пытаются уничтожить орков, чтобы получить доступ к великой силе запрещенных магических рун.

## Особенности
- История основана на предыдущих частях серии для ПК.
- Посещение различных локаций в Хоринисе и Тирите.
- Музыка из официального саундтрека Готики

## Награды
Gothic 3: The Beginning получила более семи наград от различных игровых сайтов, посвященных играм для мобильных телефонов. Среди них: Airgamer Award от airgamer.de, Handy-Player Award от handy-player.de, Next Award от projectnext.de, Бронзовая награда от Pocketgamer.co.uk, Серебряная награда от Mobile Games Faqs, Золотая награда play2go от play2go.de и 90 % награда от looki.de.

## Оценки
| Обозреватель                                                           | Рейтинг     | Доступные языки                                                                                       |
| ---------------------------------------------------------------------- | ----------- | --- |
| Projectnext.de                                                         | 91 (из 100) | Английский (перевод Русский (недоступная ссылка))                                                     |
| Handy-player.de Архивная копия от 31 августа 2009 на Wayback Machine   | 89 %        | Немецкий Архивная копия от 4 января 2009 на Wayback Machine (перевод Русский (недоступная ссылка))    |
| Pocketgamer.co.uk Архивная копия от 4 июля 2017 на Wayback Machine     | 7 (из 10)   | Английский Архивная копия от 19 апреля 2008 на Wayback Machine (перевод Русский (недоступная ссылка)) |
| Mobilegamefaqs.com Архивная копия от 7 августа 2009 на Wayback Machine | 77 (из 100) | Английский Архивная копия от 14 июля 2011 на Wayback Machine (перевод Русский (недоступная ссылка))   |
| play2go.de                                                             | 89 %        | Немецкий (перевод Русский (недоступная ссылка))                                                       |
| airgamer.de                                                            | 87 %        | Немецкий (перевод Русский (недоступная ссылка))                                                       |
| Gaminator.pl Архивная копия от 28 февраля 2009 на Wayback Machine      | 9 (из 10)   | Польский Архивная копия от 27 февраля 2009 на Wayback Machine (перевод Русский (недоступная ссылка))  |
| looki.de                                                               | 90 %        | Немецкий (перевод Русский (недоступная ссылка))                                                       |
| Mobilegamer.net                                                        | 8 (из 10)   | Чешский (перевод Русский (недоступная ссылка))                                                        |
| Areamobile.de Архивная копия от 5 августа 2009 на Wayback Machine      | 70 %        | Немецкий Архивная копия от 24 сентября 2008 на Wayback Machine (перевод Русский (недоступная ссылка)) |
| jeuxpo.com Архивная копия от 15 января 2010 на Wayback Machine         | 8 (из 10)   | Французский Архивная копия от 12 июня 2009 на Wayback Machine (перевод Русский (недоступная ссылка))  |
| mobile.gamingxp.com                                                    | 5 (из 6)    | Немецкий (недоступная ссылка) (перевод Русский (недоступная ссылка))                                  |